# 中田捷夫
中田 捷夫（なかた かつお、1940年5月12日 - ）は、日本の構造家。中田捷夫研究室主宰。技術士、大阪府出身。工学博士。
日本建築学会空間構造小委員会、壁式鉄筋コンクリート造耐震性検討小委員会委員、建設省総合研究開発プロジェクト「木質ハイブリッド」研究調査委員会委員、財団法人岡本太郎記念現代芸術振興財団理事。

## 略歴
- 1959年 大阪府立三国丘高等学校卒業
- 1964年 日本大学理工学部建築学科卒業
- 1966年 日本大学大学院理工学研究科修士課程修了
- 1966年 財団法人建築工学研究会技術職員
- 1978年 株式会社坪井善勝研究室 取締役
- 1985年 有限会社TAN設計室設立
- 1991年 株式会社坪井善勝研究室代表取締役（中田捷夫研究室に社名変更）
- 1997年 千葉大学および東京電機大学大学院非常勤講師
- 1998年-2001年 東京理科大学理工学部建築学科教授

## 受賞歴
- 1995年「檮原町地域交流施設」で、第5回松井源吾賞
- 1995年「コーベコニシ本社・物流センター」で、JSCA賞
- 2000年「氷見ふれあいスポーツセンター、吉備高原小学校、奥津温泉花美人の里」で、American Wood Design Awards